# Festival de la Canción de San Remo 1998
El cuadragésimoctavo Festival de Sanremo se desarrolló en Sanremo, en el Teatro Ariston, desde el 24 de febrero hasta el 28 de febrero de 1998.
El festival fue presentado por Raimondo Vianello, flanqueado por Eva Herzigová y Veronica Pivetti.
La ganadora de la edición del festival fue Annalisa Minetti con el tema Senza te o con te ("Sin ti o contigo"), que triunfó tanto en la sección Giovani ("Jóvenes") como en la sección Campioni ("Campeones"). Esta doble victoria es hasta ahora un caso único en la historia de la manifestación, y se debe a que el reglamento de aquel año les daba a los primeros tres clasificados de la categoría Giovani la posibilidad de jugarse la victoria final del festival en la última velada junto con los Campioni.

## Clasificación, canciones y cantantes - SecciónCampeones
| Posición | Canción                          | Autores                                                                                                  | Artista                           |
| 1        | Senza te o con te                | (Massimo Luca, Paola Palmera)                                                                            | Annalisa Minetti *                |
| 2        | Amore lontanissimo               | (Antonella Ruggiero, Roberto Colombo)                                                                    | Antonella Ruggiero                |
| 3        | Sempre                           | (Guido Morra, Maurizio Fabrizio)                                                                         | Lisa *                            |
| 4        | Solo come me                     | (Paola Turci, Roberto Casini)                                                                            | Paola Turci                       |
| 5        | Pathos                           | (Giampiero Artegiani, Silvia Salemi)                                                                     | Silvia Salemi                     |
| 6        | Luce                             | (Alberto Salerno, Armando Mango, Pino Mango)                                                             | Mango con Zenima                  |
| 7        | Un po' di te                     | (Fausto Leali, Enzo Malepasso, Luca Sepe, Michele Schembri)                                              | Luca Sepe *                       |
| 8        | Lasciarsi un giorno a Roma       | (Cecilia Dazzi, Daniele Sinigallia, Niccolò Fabi, Riccardo Sinigallia)                                   | Niccolò Fabi                      |
| 9        | Un porto nel viento              | (Rosalino Cellamare, Fabio Coppini, Gabriel Zagni)                                                       | Ron                               |
| 10       | Canto per te                     | (Andrea Mingardi, Maurizio Tirelli)                                                                      | Andrea Mingardi                   |
| 11       | Sei tu o lei (quello che voglio) | (Alex Baroni, Piero Calabrese, Máximo Calabrese, Marco Dell'Angelo, Marco Rinalduzzi)                    | Alex Baroni                       |
| 12       | E che mai sarà                   | (Ivana Spagna, Giorgio Spagna)                                                                           | Spagna                            |
| 13       | Dormi e sogna                    | (Peppe Servillo, Mimì Ciaramella, Peppe De Argenzio, Fausto Mesolella, Ferruccio Spinetti, Mario Tronco) | Piccola Orchestra Avion Travel    |
| 14       | Flamingo                         | (Sergio Caputo)                                                                                          | Sergio Caputo                     |
| 15       | Sotto il velo del cielo          | (Carlo Faiello, Corrado Sfogli)                                                                          | Nuova Compagnia di Canto Popolare |
| 16       | Per ti                           | (Clara Iezzi, Paola Iezzi)                                                                               | Paola e Chiara                    |
| 17       | Quando un musicista ride         | (Enzo Jannacci)                                                                                          | Enzo Jannacci                     |

## Clasificación, canciones y cantantes - SecciónJóvenes
| Posición | Canción                               | Autores                                                                                                 | Artista            |
| 1        | Senza te o con te                     | (Máximo Luca, Paola Palmera)                                                                            | Annalisa Minetti   |
| 2        | Sempre                                | (Guido Morra, Maurizio Fabrizio)                                                                        | Lisa               |
| 3        | Un po' di te                          | (Luca Sepe, Michele Schembri, Fausto Leales, Enzo Malepasso)                                            | Luca Sepe          |
| F        | Ascoltami                             | (Francesco Rapaccioli)                                                                                  | Paola Folli        |
| F        | Come il sole                          | (Fabio Frombolini, Andrea Amadoes, Paolo Amadoes)                                                       | Percentonetto      |
| F        | Compagna segreta                      | (Marco Costantini)                                                                                      | Costa              |
| F        | Con il naso in su                     | (Saverio Grandi)                                                                                        | Taglia 42          |
| F        | Dimmi dov'è la strada per il paradiso | (Alessandro Pitoni, Giancarlo Jefa)                                                                     | Alessandro Pitoni  |
| F        | I ragazzi innamorati                  | (Fabrizio Nitti, Paolo Cordero)                                                                         | Nitti e Agnello    |
| F        | Il soffio                             | (Francesco Pisaneschi, Giacomo Guatteri)                                                                | Luciferme          |
| F        | Quante volte sei                      | (Alex Baroni, Piero Calabrese, Massimo Calabrese, Marco Rinalduzzi, Marco Dell'Angelo, Stefano Conenna) | Serena C           |
| F        | Senza confini                         | (Bungaro, Pino Romanelli)                                                                               | Eramo & Passavanti |
| F        | Siamo noi                             | (Daniele Fossati)                                                                                       | Federico Stragà    |
| F        | Un graffio in più                     | (Giancarlo Bigazzi, Marco Falagiani, Giancarlo Bigazzi, Liliana Tamberi)                                | Liliana Tamberi    |

## Otros premios
- Premio de la Crítica "Mia Martini" - Sección Campioni: Piccola Orchestra Avion Travel por Dormi e sogna
- Premio de la Crítica "Mia Martini" - Sección Giovani: Eramo & Passavanti por Senza confini
- Premio F.I.M.I. (Federación de la Industria Musical Italiana) "Mejor canción": Mango con Zenima por Luce
- Premio Volare por la mejor letra: Enzo Jannacci por Quando un musicista ride
- Premio Volare por la mejor música: Piccola Orchestra Avion Travel por Dormi e sogna
- Premio Volare por el mejor arreglo musical: Peppe Vessicchio por Dormi e sogna
- Premio Volare por la mejor interpretación: Eramo &  Passavanti por Senza confini

## Reglamento
Una interpretación por canción:
- 1ª velada: exhibición de los 14 Campeones y de los 14 Jóvenes
- 2ª velada: exhibición de 7 Campeones y 7 Jóvenes
- 3ª velada: exhibición de 7 Campeones y 7 Jóvenes
- 4ª velada: Final de los "Jóvenes": exhibición de los 14 Jóvenes y premiación del ganador (los primeros 3 tienen acceso a la final de los Campeones)
- 5ª velada: Final de los "Campeones": exhibición de los 14 Campeones y de los 3 Jóvenes admitidos y premiación del ganador

## Orquesta
La Orquesta de la RAI fue dirigida por los maestros: Gianfranco Lombardi, Federico Capranica, Roberto Colombo, Gabriele Comeglio, Fabio Coppini, Máximo De Viejo, Beppe De Onghia, Lucio Fabbri, Maurizio Fabrizio, Marco Falagiani, Riccardo Galardini, Umberto Iervolino, Paolo Jannacci, Danilo Madonia, Daniele Marcelli, Danilo Minotti, Mario Natal, Maurizio Tirelli, Peppe Vessicchio, Giulio Visibelli.

## Sigla
Serie de dibujos en cera con tema nocturnos de D. Cerioni, L. Blancos y L. Guarino, acompañados de la pieza instrumental Maria Teresa, compuesta por Gianfranco Lombardi y tocada por la Orquesta del Festival de Sanremo.

## Jurado de calidad
- Vincenzo Cerami
- Michael Nyman
- Celso Valli
- Monique Vaute
- Roberto Vecchioni

## Huéspedes
Estos los huéspedes que se exhibieron en el transcurso de las cinco veladas de esta edición del Festival de Sanremo se encuentran:
- Madonna - Frozen
- Robbie Robertson - Unbound
- All Saints - Never Ever
- Michael Bolton - Nessun dorma
- Shola Ama - You're the One I Love You
- Backstreet Boys - As Long as You Love Mí y All I Have to Give
- Álvaro Scaramelli - Soy tal cual soy
- Ricky Martin - La Copa De La Vida
- Jimmy Page y Robert Plant - Most High
- Celine Dion - The Reason y My Heart Will Go On
- Aqua - Doctor Jones
- Bryan Adams - Back to You
- José Feliciano - Que será y El Americano

## Escenografía
La escenografía del Festival fue diseñada por Armando Nobili: estaba caracterizada por una nueva disposición sinfónica de la orquesta, que envolvía los artistas y al mismo tiempo se extendía hacia a la platea, rompiendo el diafragma entre espectador y espectáculo; el efecto escenografico de apertura de la escalinata proponía además un nuevo espacio sorpresa.

## Escuchas
Resultados de escuchas de las varias veladas, según detecciones Auditel.
| Primera TV Italia       | Telespectadores | Cuota  |
| ----------------------- | --------------- | ------ |
| Primera velada          | 11 083 000      | 54,47% |
| Segunda velada          | 12 788 000      | 46,54% |
| Tercera velada          | 13 006 000      | 48,27% |
| Cuarta velada           | 12 742 000      | 49,60% |
| Velada final            | 15 067 000      | 62,70% |
| Promedio de las veladas | 13 694 000      | 52,62% |

## DopoFestival
El Dopofestival fue conducido por Piero Chiambretti y Nino D'Ángelo.

## Organización
RAI

## Compilation
- Super Sanremo 98
- Sanremo 98

- Datos: Q3744148
- Multimedia: 1998 Sanremo Music Festival / Q3744148